# Jindřich II. z Virneburgu
Jindřich II. z Virneburgu (1246? − 6. ledna 1332, Bonn) byl mezi lety 1306 a 1332 kolínským arcibiskupem.

## Život
Jindřich II. z Virneburgu se narodil zřejmě roku 1246 jako šestý syn virneburského hraběte Jindřicha a jeho manželky Ponzetty z Obersteinu. V roce 1288 se na straně Jana I. Brabantského zúčastnil bitvy u Worringenu. Téhož roku byl jmenován kanovníkem u katedrály svatého Gereona v Kolíně nad Rýnem. V roce 1292 se stal osobním kaplanem římskoněmeckého krále Adolfa Nasavského. Později získal také místo trevírského kanovníka a arciděkana. Roku 1300 byl zvolen trevírským arcibiskupem, papežská kurie ho v této funkci však odmítla potvrdit. V roce 1304 byl za podpory francouzského krále Filipa IV. Sličného prohlášen kolínským arcibiskupem. K titulu kolínského arcibiskupa se vztahoval také kurfiřtský hlas a rozsáhlé statky v západním Německu. Papež Klement V. ho arcibiskupem jmenoval roku 1305. Jmenování vešlo v platnost 22. ledna 1306.
V roce 1308 Jindřich z Virnebrugu podpořil kandidaturu Karla z Valois na římský trůn. Další kandidát, lucemburský hrabě Jindřich VII., se na Jindřicha z Virneburgu ovšem v září 1308 obrátil listinou, v níž uvedl, že pokud ho kolínský arcibiskup podpoří svým hlasem, daruje mu rozsáhlé statky i území, zařídí svatbu svého bratra Walrama s arcibiskupovou sestrou a arcibiskupova bratra Ruprechta, hraběte z Virneburgu, učiní doživotním správcem určených lucemburským statků v Trevírsku. Jindřich se proto přidal na lucemburskou stranu a dne 27. listopadu 1308 ve Frankfurtu nad Mohanem zvolil spolu s dalšími kurfiřty Jindřicha VII. Lucemburského římským králem. V roce 1310 kolínský arcibiskup válčil s Reinaldem z Valkenburgu a na přelomu let 1311 a 1312 se zúčastnil Viennského koncilu. Roku 1311 se neúspěšně pokusil získat Klévské hrabství.

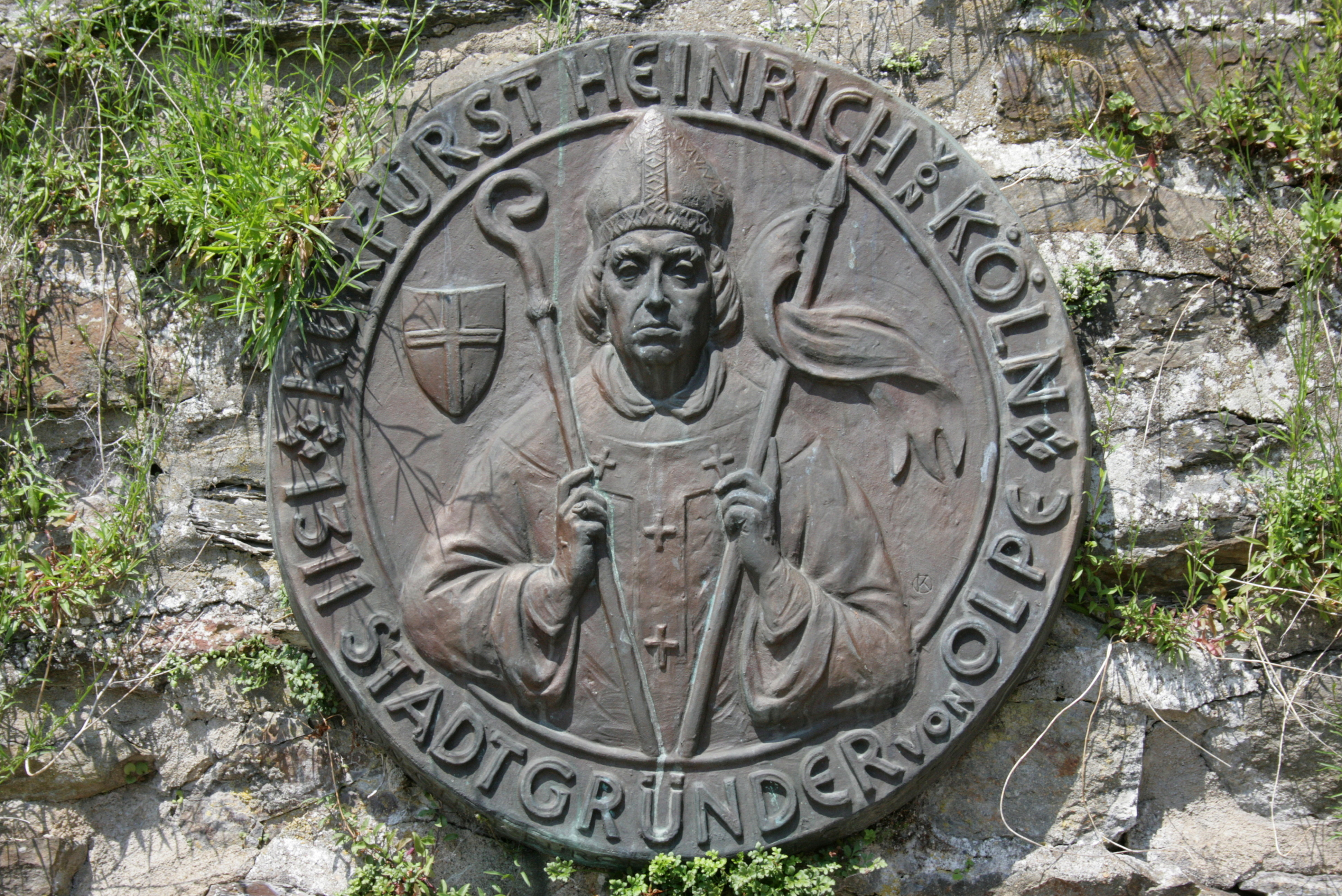
Pamětní deska v Kolíně nad Rýnem připomínající Jindřicha II. z Virneburgu

Poté, co Jindřich VII. v roce 1313 zemřel, Jindřich z Virenburgu v královských volbách z roku 1314 podporoval Fridricha I. Habsburského. Svůj hlas listinou z 13. října 1314 přenesl na falckraběte Rudolfa I., protože se neodvážil osobně dostavit na místo volby do Sachsenhausenu. Rudolf s dalšími kurfiřty dne 19. října 1314 zvolil Fridricha Habsburského za římskoněmeckého krále. Druhou částí kurfiřtského sboru byl za římského krále však zvolen Ludvík IV. Bavor, čímž říše dostala fakticky dva krále. Fridrich Habsburský byl následně korunován v Jindřichově sídelním městě Bonnu. S Ludvíkovým zvolením se Jindřich nikdy nesmířil a až do roku 1324 proti němu vedl silnou politickou kampaň. V roce 1318 došlo dokonce s ozbrojeneméu střetu s Ludvíkovými příznivci, při němž Jindřich ztratil pevnost Brühl.
Rok 1324 pro Jindřicha poznamenal další střet s hrabětem Engelbertem z Marku o hrad Volmarstein v Porúří. V letech 1325 a 1326 se Jindřich zúčastnil inkvizice vůči německému teologovi mistru Eckhartovi. Roku 1328 se mu podařilo dosadit svého synovce Jindřicha III. z Virneburgu do čela mohučského arcibiskupství. Dne 6. ledna 1332 Jindřich II. z Virneburgu v Bonnu zemřel a byl pochován ve zdejší katedrále.
Jindřichovo působení v kolínské arcidecézi provázely chronické spory a vážná finanční krize. Arcibiskup s ní bojoval pomocí půjček od kolínských měšťanů, zastavováním svých majetků a vysokého zdanění duchovních a Židů. Duchovenstvo ho nicméně obviňovalo, že příjmy arcibiskupského stolce používá pro své soukromé potřeby. Na druhou stranu Jindřich často svolával diecézní synody a podílel se na reformách arcidiecéze. Pokračoval rovněž ve stavbě kolínského dómu.